# Eliminatorias 2014 (programa de televisión)
Eliminatorias 2014  es la televisación de los partidos de la  Selección Argentina de Fútbol en las Eliminatorias Sudamericanas para la Copa Mundial de Fútbol 2014 para Telefé y Canal 7. Está compuesto por los relatos de Sebastián Vignolo y los comentarios de Fernando Niembro para Telefé y de Mariano Closs y Diego Latorre para Canal 7. 

## Primera Ronda
La primera ronda se juega desde el 7 de octubre de 2011 al 12 de octubre de 2012.

### Fecha 1
Argentina 4-1 Chile 

### Fecha 2
Venezuela 1-0 Argentina 

### Fecha 3
Argentina 1-1 Bolivia 

### Fecha 4
Colombia 1-2 Argentina 

### Fecha 5
Argentina 4-0 Ecuador 

### Fecha 6
Argentina No jugó (fecha libre)

### Fecha 7
Argentina 3-1 Paraguay 

### Fecha 8
[Perú] 1-1 Argentina   (11 de septiembre de 2012).

### Fecha 9
Argentina 3-0 Uruguay  (12 de octubre de 2012). 
- Datos: Q5829453